# Type 15 (char)
Le Type 15 (également désigné ZTQ-15 ), surnommée la Panthère Noire, est un char léger chinois de troisième génération exploité par la Force terrestre de l'Armée populaire de libération, le Corps des Marines de l'Armée populaire de libération et le Corps aéroporté de l'Armée populaire de libération. C'est le successeur effectif du char léger Type 62 qui a été retiré de l'armée chinoise en 2013.

## Développement
Au cours du développement, le Type 15 a été aperçu à plusieurs reprises par des citoyens chinois, dès 2011. La Type 15 est entrée en production de masse en 2016. En décembre 2018, le char a été officiellement reconnu comme étant en service actif,,. Il a été présenté lors du défilé de la 70e fête nationale le 1er octobre 2019.

## Conception

### Aperçu
Le Type 15 est conçu pour répondre à l'exigence d'un char moderne plus léger et plus mobile, capable d'opérer efficacement dans les régions de montagne / plateau, de forêts et riches en eau où les chars de combat principaux plus lourds Type 99 et Type 96 pourraient avoir des difficultés à se déplacer,.
Dans les régions de haute altitude comme le Tibet, l'air se raréfie et les moteurs commencent à perdre de la puissance. Les véhicules lourdement blindés tels que les chars de combat principaux T-72 et T-90 auront du mal à se déplacer dans un environnement hypoxique, mais le char léger Type-15 peut opérer à haute altitude grâce à son puissant moteur et ses générateurs d'oxygène. Le nouveau char est également beaucoup plus mobile que les chars de combat principaux en raison de son poids léger et de son rapport puissance/poids élevé.

### Armement
Le char léger de type 15 est équipé d'un canon rayé de 105 mm entièrement stabilisé, qui serait supérieur à l'ancien ZPL-94 équipant les chars Type 88 et Type 59. Il est rapporté que le canon principal a une portée de tir effective de 3 km et est compatible avec toutes les munitions de char standard OTAN de 105 mm. La cadence de tir soutenue est soutenue par un système de chargeur automatique, qui réduit l'équipage à trois personnes. Les cartouches usagées sont éjectées automatiquement via une trappe à l'arrière de la tourelle. Le char Type 15 peut contenir 38 obus de 105 mm.
Les sélections de munitions comprennent des obus APFSDS, HEAT et HE (explosifs puissants) et des ATGM lancés par canon. Les obus APFSDS et HEAT sont utilisés contre les blindés ennemis, tandis que les obus HE sont utilisés contre les positions d'infanterie ennemies, les véhicules légers/non blindés, les bâtiments et les fortifications de campagne. Les projectiles APFSDS sont capables de pénétrer 500 mm (19,68503935 po) d'acier blindé à 2 000 m.
Les capacités de pénétration des obus APFSDS de 105 mm ne sont pas considérées comme suffisants pour pénétrer le blindage avant des chars de combat principaux modernes tels que le T-90 ou le VT-4. Pour vaincre des adversaires bien protégés, le char utiliserait l'ATGM lancé par un canon de avec des ogives antichar hautement explosives (HEAT) en charge tandem, offrant une pénétration beaucoup plus élevée. Le missile aurait une portée de 5 km et est capable d'engager des hélicoptères volant à basse altitude.
L'autre armement comprend une mitrailleuse coaxiale QJT-88 de 5,8 mm, une station d'armes télécommandée montée sur le toit de la tourelle, équipée du QLZ-04 lance-grenades automatique 35 mm et de la Mitrailleuse lourde QJC-88 12,7 mm,.

### Électronique
Le type 15 est doté de systèmes de détection et de contrôle de tir modernes, notamment un télémètre laser, un ordinateur balistique avancé, des capteurs météorologiques, un viseur à imagerie thermique du tireur, un radar à ondes millimétriques  et un viseur panoramique du commandant. Le système de contrôle de tir prend en charge le suivi automatique des cibles, les capacités de chasseur-tueur et la prise de contrôle du commandant.
Les autres équipements comprennent un système de climatisation, un équipement de production d'oxygène pour l'équipage, un système de gestion du champ de bataille et une suite de navigation équipée à la fois d'un système de navigation inertielle (INS) et d'un système de navigation par satellite.

### Blindage
Contrairement aux chars chinois précédents équipés d'un chargeur automatique de type carrousel, les munitions du Type 15 sont récupérées à partir d'un chargeur automatique de queue avec des panneaux anti-explosion. Les munitions sont stockées dans la tourelle pour une sécurité améliorée.
Le char de type 15 comprend deux ensembles de blindages offrant une mobilité tactique différente. L'ensemble de blindage standard comprend une protection en acier avec des couches supplémentaires de panneaux de blindage composites avancés couvrant la tourelle du char, la coque et les deux côtés, avec des blocs de blindage réactifs explosifs légers supplémentaires protégeant le blindage avant. L'ensemble amélioré comprend des blocs de blindage réactif explosif (ERA) plus épais, en plus des panneaux de blindage composites situés en dessous, couvrant l'ensemble de la tourelle et de la coque du char. La jupe blindée ERA  et le grilles anti-projectiles peuvent également être montés sur le côté et l'arrière de la coque du char pour une protection supplémentaire. L'ensemble du blindage est amélioré et conçu pour les combats en zone ouverte dans des conditions défensives difficiles.
Le char léger de type 15 est équipé d'un système de capteur d'avertissement laser pour détecter les missiles télémétriques et antichar entrants, et le char peut déployer automatiquement des grenades fumigènes dans les déchargeurs si le char est éclairé par un faisceau laser ennemi. Le système de protection active de conception chinoise peut être monté sur la variante VT-5 orientée vers l'exportation selon la demande du client. Les autres dispositifs de protection comprennent la protection chimique, biologique, radiologique et nucléaire (CBRN) et le système d'extinction d'incendie.

### Mobilité
Le Type 15 est propulsé par un moteur Diesel à commande électronique de 1 000 ch (746 kW), avec transmission hydromécanique entièrement automatique.
En raison de son poids plus léger, le char Type 15 peut être transporté plus facilement par avion. Les avions de transport Y-20 ne peuvent transporter qu'un seul char de type 99, mais peuvent transporter jusqu'à deux chars de type 15 et réaliser un déploiement à longue portée de 7 800 km. Le ZTQ-15 peut également être parachuté par l'avion de transport.

## Historique opérationnel
Lors du conflit frontalier sino-indien le long de la ligne de contrôle effectif (LAC) en juin 2020, des chars de type 15 auraient été déployés sur le plateau tibétain.

## Variantes
Type 15 / ZTQ-15
Désignation pour la version militaire.
Véhicule blindé de dépannage de type 15
Véhicule blindé de dépannage basé sur un châssis de type 15.
VT-5
Conception différente similaire au ZTQ-15 conçu pour l'exportation. Il existe des différences de conception notables. La trappe du conducteur du VT-5 est positionnée au centre de la coque avant tandis que la trappe du conducteur du ZTQ-15 est située à gauche. La coque avant supérieure du VT-5 est sensiblement incurvée alors que celle du ZTQ-15 est droite. Les kits de blindage modulaires complémentaires sont également sensiblement différents.
VT-5BD
Variante personnalisée du VT-5 conçue pour l'armée du Bangladesh. L'armement principal le canon rayé de 105 mm est amélioré avec un manchon thermique et un système d'extraction de fumées. Les chars sont équipés du système de protection actif  GL-5 APS mais la mitrailleuse télécommandé de 12,7 mm est remplacée par une mitrailleuse manuelle.

## Opérateurs
- Chine
  -  Force terrestre de l'armée populaire de libération: 500 unités en 2022[27].
  -  Corps des Marines de la Marine de l'Armée populaire de libération: 20 unités en 2021[28].
  -  Corps aéroporté de l'armée de l'air de l'Armée populaire de libération[29]
- Bangladesh
  -  Armée de terre bangladaise: 44 VT-5BD[30]

### Concurrents contemporains
- Kaplan MT / Harimau - char léger turc/indonésien
- M10 Booker - Nouveau canon d'assaut américain, sélectionné par l'armée américaine pour le programme Mobile Protected Firepower
- WPB Anders - Char léger polonais
- Sabrah Light Tank - Char léger espagnol/israélien basé sur l'ASCOD et le Pandur II, commandé par les Philippines

### Des chars avec une puissance de feu similaire
- M8 Armored Gun System - La proposition de char léger américain a été annulée dans les années 1990
- PL-01 - Prototype de char léger polonais annulé
- 2S25 Sprut-SD - Char léger amphibie russe
- K21-105 - Char léger coréen